# Kotvičník zemní

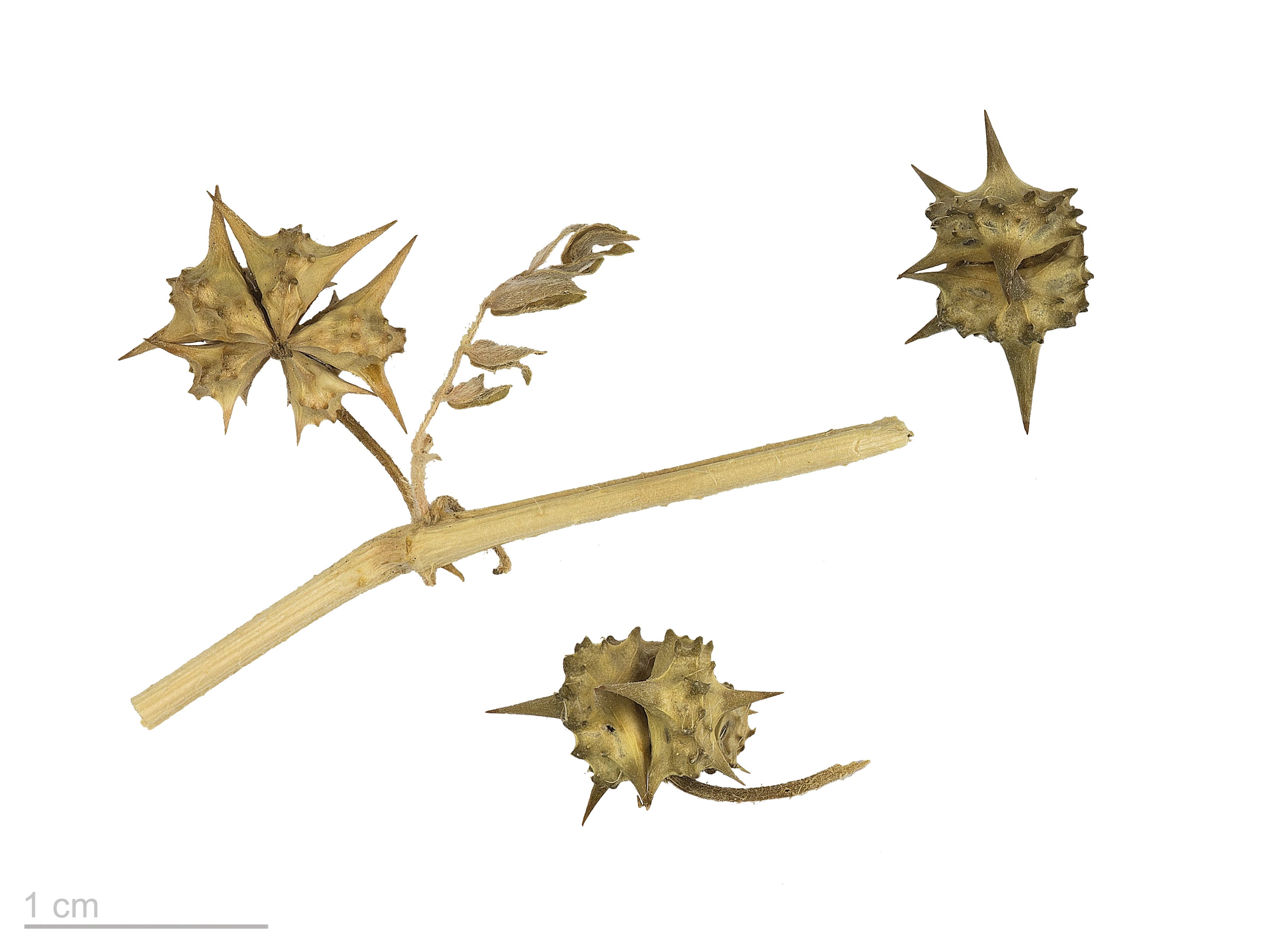
Plody kotvičníku zemního

Kotvičník zemní (Tribulus terrestris) je jednoletá poléhavá bylina z čeledi kacibovitých často užívaná v lékařství nebo doplňcích výživy u sportovců.

## Popis
- Lodyha: 10–60 cm dlouhá, málo větvená.
- Listy: krátce řapíkaté, vstřícné a palistnaté, eliptické nebo podlouhle kopinaté.
- Květ: pětičetný žlutě zbarvený.
- Plod: poltivý, složený z pětice rozložených, bradavičnatých a tvrdých plůdků s dvěma špičatými ostny po stranách.
- Semena: vejcovitý tvar, světle hnědá barva.

## Rozšíření
Kotvičník je rozšířen v Evropě, Asii, Africe i Austrálii. Pochází pravděpodobně z písečných mořských pobřeží Číny a Japonska. Je dobře znám v Indii, Číně a na Srí Lance. V zahraničí se pěstuje pro farmaceutické účely.

## Stanoviště
Typickým místem výskytu kotvičníku jsou suchá místa, stepi, polopouště, písčiny. Kotvičníku se daří i na přímořských píscích, pastvinách, při cestách, na rumištích a v zahradách.

## Účinky
Bylinka se také někdy označuje jako "zelená viagra" nebo "rostlinný testosteron", neboť má zvyšovat hladinu mužského hormonu testosteronu, podporovat libido nebo pomáhat řešit problémy s erekcí. 
Proto toto rozšířené přesvědčení o "bylince pro pány" ale existuje jen málo dokladů.
Článek uvedený v referenci, zaměřený na rešerši účinků kotvičníku prokázal jen částečně zvýšení hladiny testosteronu a jiných mužských pohlavních hormonů u mladých (20-36 let) mužů po čtyřtýdenním užívání dávky až 20 mg/kg tělesné váhy. Dále byl proveden výzkum možných účinků na zvýšení svalové síly a tělesného složení (poměr svalstva a tuku) u mladých (průměrný věk byl 19,8 let) hráčů ragby, i zde však byl zaznamenán pouze omezený efekt. Studie uvádí, že významného efektu kotvičníku na zvýšení hladiny testosteronu bylo dosaženo v kombinaci s dalšími farmakologickými složkami, ale nebylo zjištěno, které složky jsou za tento efekt zodpovědné. Kotvičník patrně nemá vliv na hladinu androgenů.

### Obsažené látky
Kotvičník obsahuje vysokou hladinu rostlinných „anabolických steroidů“ (souhrnně jsou označovány jako fytosteroly). Jejich nejvyšší koncentrace se nachází v plodech a kořenech rostliny. Pro obsah velkého množství účinných látek se využívá celá rostlina. Obsahuje především sapogeniny – chlorgenin, gitigenin, diosgenin, ruskogenin, trogoghenin aj. Dále je kotvičník bohatý na alkaloidy harman a harmin, bioflavonoidy, glykosidy, flavonoidy, třísloviny, pryskyřice aj.
V kořenech se nachází zejména saponin diosgenin.
Listy a nať jedné rostliny mají v sušině asi 12,1 % bílkovin, 2,6 % tuku, 40,8 % sacharidů, 27,8 % vlákniny a 16,7 % minerálních látek. Obsahují také asi 2,8 % steroidních saponinů, alkaloidy, flavonoidy, pryskyřice, třísloviny a také 160 mg % vitamínu C.
V květech jsou obsaženy steriny, stigmasterin, campestrin, beta-sitosterin, steroidy diosgenin, flavonoidy campherol, alkaloidy, rutin a kvercetin.
Plody a semena obsahují alkaloidy, pryskyřice, 3,5–5 % oleje složeného z 57% kyseliny linolové a linoleové, 27 % olejové, behenové, stearové a další.
Bylo zjištěno, že kotvičník zemní obsahuje i taniny, sacharidy, steroly, derivát diosgeninu desoxidiosgenin, gracillin dioxin a terrestrosiny A–E. Některé z obsažených alkaloidů fungují jako inhibitor monoaminooxidázy (MAOI) .[zdroj?]

## Pěstování v Česku
Kotvičník lze dobře pěstovat a množit i v našich klimatických podmínkách. Daří se mu ve volné půdě, kde bezproblémově dozrávají semena, která v půdě přezimují a na jaře klíčí. Jednou možností je nechat rostlinu „zplanět“ a pěstovat ji ve volné půdě ze samovýsevů.
Druhou možností je jarní předpěstování ze semen. Ta se několik dní máčí ve vodě, aby pak lépe a rovnoměrněji klíčila. Protože jsou mladé rostlinky poměrně citlivé na houbové choroby, je dobré výsevní substrát propařit a semena před vlastním výsevem namořit, případně celý výsev zalít roztokem Previcuru. Po výsadbě na trvalé stanoviště rostou sazenice dosti rychle a když dosáhnou výhony délky okolo 5 cm, začínají vykvétat. Rostliny ponecháváme na venkovním stanovišti, co nejdéle počasí dovolí, tzn. před příchodem prvních mrazů je vhodné sklidit celou rostlinu. Nať využíváme v průběhu celé vegetace a dozrávající plody lze sklízet průběžně.